# Andrea Sartoretti (attore)
Andrea Sartoretti (New York, 9 ottobre 1971) è un attore italiano con cittadinanza statunitense, attivo principalmente in Italia.

## Biografia
Nato a New York, negli Stati Uniti, da genitori italiani, cresce dapprima in Francia, per poi stabilirsi a Roma.
Attore di teatro, cinema e televisione, nel 1998 è protagonista del film Piccole anime, per la regia di Giacomo Ciarrapico; sempre per la regia di Ciarrapico nel 2003 è protagonista del film Eccomi qua a cui fanno seguito, tra gli altri, Piovono mucche (2003), per la regia di Luca Vendruscolo, dove è tra i protagonisti con il ruolo di Pallino, e Passo a due (2005), di Andrea Barzini, dove è tra i protagonisti accanto a Laura Chiatti. Sempre nel 2005 fa una comparsata in una sequenza ambientata a Roma della pellicola internazionale Mission: Impossible III per la regia di J. J. Abrams con Tom Cruise e Jonathan Rhys Meyers.
Per la televisione è ricordato soprattutto per le tre stagioni della serie TV targata Fox Italia Boris (2007-2010), a cui hanno lavorato congiuntamente da sceneggiatori Giacomo Ciarrapico, Mattia Torre e Luca Vendruscolo (con i quali aveva alle sue spalle già delle collaborazioni), dove impersona uno dei tre strapagati sceneggiatori "cani" che lavorano alla fiction su cui verte la trama della serie, e le due stagioni di Romanzo criminale - La serie, basata sulle vicende della realmente esistita Banda della Magliana e liberamente tratta dal romanzo omonimo di Giancarlo De Cataldo, trasmessa da Sky Italia per la regia di Stefano Sollima, dove invece ha vestito i panni del Bufalo, personaggio ispirato a uno dei boss della banda Marcello Colafigli, che gli ha dato grandissima notorietà presso il grande pubblico. Nel 2009 è sul grande schermo con Feisbum! Il film, pellicola in otto episodi ispirata al social network Facebook.
Nel 2011 torna al cinema con Boris - Il film per la regia di Giacomo Ciarrapico, Mattia Torre e Luca Vendruscolo, riprendendovi il ruolo che ricopriva nella serie. Nel 2012 è ancora al cinema con il film ACAB - All Cops Are Bastards sempre per la regia di Stefano Sollima, dov'è tra i protagonisti accanto a Pierfrancesco Favino, Marco Giallini e Filippo Nigro. Dal 2012 al 2013 è tra i protagonisti della quarta e quinta stagione della serie TV Squadra antimafia - Palermo oggi dove interpreta il ruolo del mafioso Dante Mezzanotte.
Nel 2013 partecipa al film Wax di Lorenzo Corvino, che lo vede recitare al fianco dell'attore internazionale Rutger Hauer.
Nel 2014 è impegnato nelle riprese della miniserie TV Il bosco, per la regia di Eros Puglielli, e al cinema nuovamente con il trio Ciarrapico-Torre-Vendruscolo nella commedia Ogni maledetto Natale e con Gianfrancesco Lazotti nel film La notte è piccola per noi, che però verrà distribuito nelle sale soltanto nella primavera del 2019.
Nell'aprile del 2015 è impegnato sul set della nuova serie Fuoco amico TF45 - Eroe per amore, dove è protagonista assieme a Raoul Bova.
L'11 novembre del 2015 è uscito il video della canzone Devil May Cry di MadMan, nel quale Andrea è il protagonista.
Nel 2016 è protagonista del film Monte, presentato fuori concorso nella selezione ufficiale alla 73ª Mostra internazionale d'arte cinematografica di Venezia e vincitore del Premio Jaeger-LeCoultre Glory to the Filmmaker di questa edizione, per il quale gli è stato assegnato anche un Premio Speciale ai Nastri d'argento 2017 per l'interpretazione.
Oltre a Venezia e altri festival internazionali, ottiene due importanti riconoscimenti internazionali, venendo proiettato in Francia al Centre Georges Pompidou di Parigi e negli Stati Uniti d'America nella prestigiosa rassegna cinematografica del MOMA, il Museo d'Arte Moderna di New York, "The Contenders" che seleziona ogni anno tra tutti i titoli mondiali "i film destinati a resistere alla prova del tempo, a diventare dei classici di culto, opere d'arte cinematografica meritevoli di far parte della storia del cinema." 
Nel 2018, per la televisione lo vediamo accanto a Virginia Raffaele nelle serie umoristica Come quando fuori piove, diretta da Fabio Mollo. 
Per il cinema interpreta l'eroe italiano Luigi Rizzo nel film a lui dedicato Il destino degli uomini per la regia di Leonardo Tiberi ed è tra i protagonisti del film Nevermind, ritorno al cinema surreale di Eros Puglielli e in concorso alla Festa del Cinema di Roma nella sezione Alice nella Città, oltreché vincitore del Premio del Pubblico al Fantafestival.
Nel 2019 è protagonista al cinema insieme a Libero De Rienzo nel film opera prima di Marco Bocci A Tor Bella Monaca non piove mai, e partecipa poi al film Figli per la regia di Giuseppe Bonito e scritto da Mattia Torre, oltre al fatto d'entrare a far parte del cast principale della serie TV Io ti cercherò di Gianluca Maria Tavarelli.
Il 4 dicembre 2022 viene insignito del prestigioso Premio Vincenzo Crocitti International in occasione della 10 Th Edizione.

## Filmografia

### Cinema
- Piccole anime, regia di Giacomo Ciarrapico (1998)
- Eccomi qua, regia di Giacomo Ciarrapico (2002)
- Piovono mucche, regia di Luca Vendruscolo (2002)
- Passo a due, regia di Andrea Barzini (2005)
- Mission: Impossible III, regia di J. J. Abrams (2006)
- Feisbum - Il film – episodio Manuel è a Mogadiscio, regia di Giancarlo Rolandi (2009)
- Boris - Il film, regia di Giacomo Ciarrapico, Mattia Torre, Luca Vendruscolo (2011)
- ACAB - All Cops Are Bastards, regia di Stefano Sollima (2012)
- Ogni maledetto Natale, regia di Giacomo Ciarrapico, Mattia Torre, Luca Vendruscolo (2014)
- WAX - We are the X, regia di Lorenzo Corvino (2015)
- Monte, regia di Amir Naderi (2016)
- Nevermind, regia di Eros Puglielli (2018)
- Il destino degli uomini, regia di Leonardo Tiberi (2018)
- La notte è piccola per noi - Director's Cut, regia di Gianfrancesco Lazotti (2018)
- A Tor Bella Monaca non piove mai, regia di Marco Bocci (2019)
- Figli, regia di Giuseppe Bonito (2020)
- Settembre, regia di Giulia Steigerwalt (2022)
- Il principe di Roma, regia di Edoardo Falcone (2022)
- Io e il Secco, regia di Gianluca Santoni (2023)
- Il corpo, regia di Vincenzo Alieri (2024)

### Televisione
- La strada segreta, regia di Claudio Sestieri – film TV (1999)
- Il terzo segreto di Fatima, regia di Alfredo Peyretti – film TV (2001)
- Don Matteo 5, regia di Elisabetta Marchetti – serie TV, episodio 5x06 (2006)
- Buttafuori – serie TV, 4 episodi (2006)
- Nati ieri – serie TV, 5 episodi (2007)
- Liberi di giocare, regia di Francesco Miccichè – serie TV (2007)
- Boris, regia di Giacomo Ciarrapico, Mattia Torre e Luca Vendruscolo – sit-com (2007-2010, 2022)
- Distretto di Polizia 8, regia di Alessandro Capone - serie TV, episodi 8x14-8x15 (2008)
- Romanzo criminale - La serie, regia di Stefano Sollima – serie TV (2008-2010) – Ruolo: Bufalo
- Squadra antimafia - Palermo oggi 4 – serie TV, 10 episodi (2012)
- Squadra antimafia 5 – serie TV, 10 episodi (2013)
- Il bosco, regia di Eros Puglielli – serie TV (2015)
- Fuoco amico TF45 - Eroe per amore, regia di Beniamino Catena – serie TV (2016)
- Come quando fuori piove, regia di Fabio Mollo – serie TV (2018)
- Io ti cercherò, regia di Gianluca Maria Tavarelli – serie TV (2020)

### Cortometraggi
- L'età incerta, regia di Francesco Munzi
- Armando, regia di Massimiliano Camaiti
- Ex, regia di Tomaso Cariboni
- Sole negli occhi, regia di Lorenzo Corvino
- Luce & me, regia di Isabella Salvetti

### Videoclip
- Lontano del rapper Deal Pacino (2012)
- Devil May Cry del rapper MadMan (2015)

## Teatro
- Io non c'entro, di Giacomo Ciarrapico e Mattia Torre, regia di Giacomo Ciarrapico (1995)
- Dinner party di Pier Vittorio Tondelli, regia di Alessandro Pondi (1995)
- Una donna in casa, di Alessandro Pondi e Riccardo Irrena, regia di Alessandro Pondi (1996)
- Spectacle de mime, di Laurent Clairet (1996)
- Sesso, droga e rock & roll, di Eric Bogosian, regia di Alessandro Pondi (1996)
- Tutto a posto, di Giacomo Ciarrapico e Mattia Torre, regia di Giacomo Ciarrapico (1997)
- Piccole anime, di Giacomo Ciarrapico e Mattia Torre, regia di Giacomo Ciarrapico (1998)
- L'ufficio, di Giacomo Ciarrapico e Mattia Torre, regia di Giacomo Ciarrapico (2000)
- La locandiera, di Carlo Goldoni, regia Marinella Anaclerio e Flavio Albanese (2000)
- Il bugiardo, da Goldoni, regia Marinella Anaclerio e Flavio Albanese (2003)
- Super mercato, testo di Massimiliano Bruno, Piccolo Jovinelli di Roma (2006)
- Il minotauro, da Cortázar e Borges, regia di Roberto Negri (2007)

## Riconoscimenti
- Nastri d'argento 2017 Premio Speciale per l'interpretazione nel film Monte
- Premio Nazionale Elio Petri 2020
- Premio Vincenzo Crocitti International 2022 "Il Vince Award"